# Sindacalismo nazionale
Il sindacalismo nazionale (anche nazionalsindacalismo) è una variante del sindacalismo, tipicamente associato con quella parte interventista del movimento operaio in Italia, che in seguito avrebbe sostenuto il Partito Nazionale Fascista di Benito Mussolini all'interno del sindacalismo fascista. Oggi, esso si basa sul rifiuto del concetto puro di lotta di classe, anteponendo gli interessi nazionali a quelli di classe, e negando la dialettica irriducibile tra le componenti del lavoro guardando ad una sintesi organica. 
Si colloca nell'ambito politico del nazionalismo e del corporativismo, a destra del sindacalismo classico, tradizionalmente collocato a sinistra.

## Storia

### In Italia
Nel 1914 un gruppo di dirigenti tra cui Alceste de Ambris a Parma e Filippo Corridoni a Milano, sindacalisti rivoluzionari ai vertici dell'Unione sindacale italiana, a differenza degli anarcosindacalisti, degli internazionalisti e degli esponenti marxisti del movimento operaio, sostennero le posizioni interventiste durante la prima guerra mondiale, e per questo furono espulsi dall'USI. Nell'ottobre 1914 fondarono il Fascio d'azione rivoluzionaria, primo fulcro del sindacalismo nazionale.
Molti di loro si arruolarono volontari, e alcuni, come Corridoni, caddero in guerra.
Il movimento si opponeva al capitalismo e al liberalismo, come altresì al comunismo e a tutti quei movimenti e tendenze internazionalisti che avrebbero minacciato la forza e l'unità della "nazione proletaria" (che si opponeva alla classe borghese dominante).
I sindacalisti nazionali immaginavano che il sistema politico liberal-democratico sarebbe collassato in seguito ad uno sciopero generale e sostituito da un modello corporativo basato sulla collaborazione di classe, piuttosto che sulla marxista lotta di classe. Rigettavano inoltre l'internazionalismo proletario degli anarchici e dei marxisti, in favore di posizioni più militariste e nazionaliste.
Oltre ad Alceste e Amilcare De Ambris, i più famosi esponenti del sindacalismo nazionale furono Filippo Corridoni e Sergio Panunzio.
Nel primo dopoguerra fondarono l'Unione italiana del lavoro (UIdL)  e mentre alcuni come Edmondo Rossoni si avvicinarono ai nascenti Fasci italiani di combattimento, altri come De Ambris a D'Annunzio, prendendo parte all'impresa di Fiume, ispirando la Carta del Carnaro.
Nel gennaio 1922 nacque la Confederazione nazionale delle corporazioni sindacali ed il sindacalismo nazionale andò sempre più a sovrapporsi al Sindacalismo fascista fino al 1925, quando divenne unico sindacato.
Nel dopoguerra queste posizioni vennero riprese dalla Confederazione Italiana Sindacati Nazionali dei Lavoratori (CISNAL), fondata nel 1950. 
Le principali sigle sindacaliste nazionali presenti oggi in Italia sono l'Unione Generale del Lavoro (UGL, erede della CISNAL) ed il Sindacato Nazionale Lavoratori Italiani (SINLAI).
Il SINLAI, in particolare, si pone come erede ideale degli transfughi dell’USI  che fondarono l'Unione Italiana del Lavoro (1918-1925), portando avanti oggi le battaglie del sindacalismo nazional-rivoluzionario.

### Nella penisola Iberica
Parzialmente diversa la genesi del fenomeno nella penisola iberica. In Spagna, venne formulato da Ramiro Ledesma, che si ispirò alle teorie integraliste e all'Action française, in un manifesto pubblicato nel suo periodico La Conquista del Estado il 14 marzo 1931. L'obbiettivo era quello di prendere il controllo della Confederación Nacional del Trabajo, di orientamento anarco-sindacalista, per trasformarla in una organizzazione nazionalista e corporativista. Il manifesto fu discusso al Congresso del 1931, senza però ottenere la maggioranza.
Il movimento nazional-sindacalista si palesò comunque come orientamento politico a sé: sempre nel 1931, si formarono le Juntas de Ofensiva Nacional-Sindicalista, che successivamente si fusero con la "Falange Española" e ribattezzata Falange Española de las Juntas de Ofensiva Nacional Sindicalista.
L'orientamento spagnolo ispirò anche la formazione del Movimento Nazional-Sindacalista (attivo in Portogallo nei primi anni trenta, il cui leader Francisco Rolão Preto fu collaboratore dell'ideologo falangista José Antonio Primo de Rivera), delle Falangi Libanesi (nate nel 1936) e di vari movimenti falangisti in America Latina.
Nel 1980, si costituì in Cantabria la Unidad Falangista Montañesa, che aveva un proprio sindacato, la Asociación de Trabajadores Nacional-Sindicalista.
Al giorno d'oggi, in Spagna, è attiva l'Unión Nacional de Trabajadores (UNT), sindacato vicino alla Falange Española de las JONS.